# Gábor Szűcs
Gábor Szűcs (nascido em 25 de setembro de 1956) é um ex-ciclista húngaro que competiu no ciclismo nos Jogos Olímpicos de Verão de 1976 e 1980, representando a Hungria.